# SN 2002cc
SN 2002cc – supernowa typu Ia odkryta 4 kwietnia 2002 roku w galaktyce A083401+5539. W momencie odkrycia miała maksymalną jasność 18,50m.